# Cultiu cel·lular

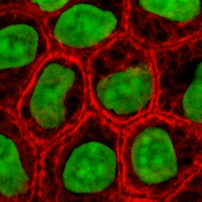
Cèl·lules epitelials en cultiu, amb tinció vermella per la queratina i verd per l'ADN.

El cultiu cel·lular és el procés mitjançant el qual cèl·lules, ja siguin procariotes o eucariotes, es poden cultivar en condicions controlades. A la pràctica el terme "cultiu cel·lular" s'usa normalment en referència al cultiu de cèl·lules aïllades d'eucariotes pluricel·lulars, especialment cèl·lules animals. El desenvolupament històric i metodològic del cultiu cel·lular està íntimament lligat als del cultiu de teixits i el cultiu d'òrgans.
El cultiu de cèl·lules animals va començar a ser una tècnica rutinària de laboratori durant els anys 50, però el concepte de mantenir línies de cèl·lules vives separades del teixit d'origen va ser descobert al segle xix.

## Història
El fisiòleg anglès Sydney Ringer va desenvolupar al segle xix una solució salina, coneguda com a solució de Ringer, que conté clorur de sodi, potassi, calci i magnesi, aquesta solució és capaç de mantenir bategant el cor d'un animal fora del cos. El 1885 Wilhelm Roux va extreure una porció de la medul·la d'un embrió de pollastre i la va mantenir diversos dies en cultiu en una solució salina tèbia, establint el principi dels cultius cel·lulars. Ross Granville Harrison, treballant a l'Escola de Medicina de la Universitat Johns Hopkins i més tard a la Universitat Yale, va establir la metodologia del cultiu tissular en una sèrie de treballs publicats entre 1907 i 1910.
Les tècniques de cultiu cel·lular van avançar significativament en els 40 i 50, com a suport a la recerca en virologia. La utilització de cultius cel·lulars per produir virus va permetre preparar virus purificats per ser utilitzats en vacunes. La vacuna Salk de la poliomielitis va ser un dels primers productes produïts en massa utilitzant tècniques de cultius cel·lulars. Aquesta vacuna va ser possible gràcies a la investigació de John Franklin Enders, Thomas Huckle Weller i Frederick Chapman Robbins, que van ser guardonats amb el Premi Nobel pel descobriment d'un mètode de creixement de virus en cultius cel·lulars de ronyó de mico.